# Villa sini
Villa sini är en tvåvingeart som beskrevs av Cole 1923. Villa sini ingår i släktet Villa och familjen svävflugor. Inga underarter finns listade i Catalogue of Life.